# Patrick Macnee

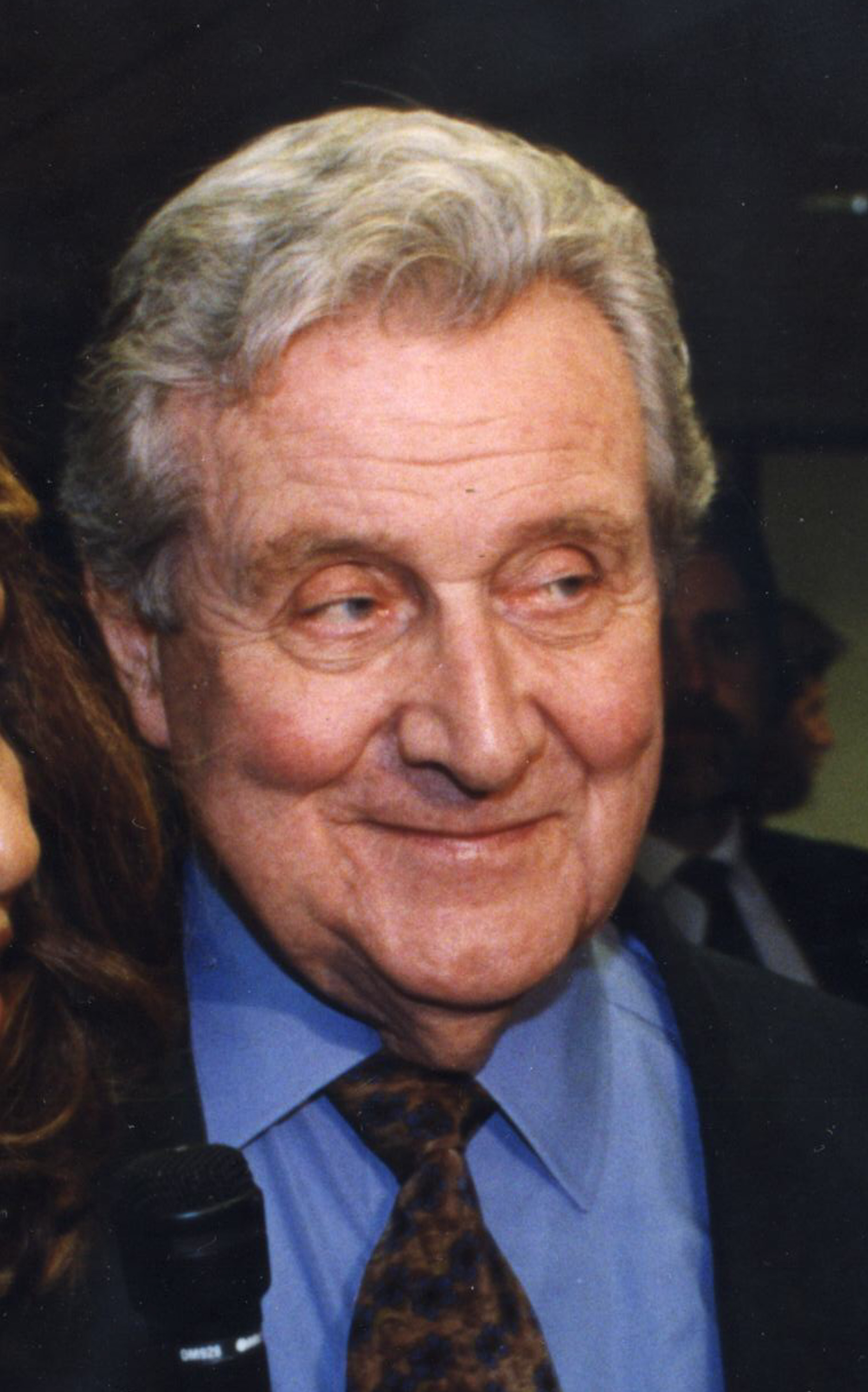
Patrick Macnee (1998)

Daniel Patrick Macnee (* 6. Februar 1922 in London; † 25. Juni 2015 in Rancho Mirage, Kalifornien) war ein britisch-US-amerikanischer Schauspieler und Hörspielsprecher. Vom Publikum wurde Macnee zumeist mit der Rolle des Gentleman-Agenten John Steed identifiziert, die er in der Fernsehserie Mit Schirm, Charme und Melone spielte. Er ist nicht mit Patrick Magee zu verwechseln.

## Leben und Werk
Sein Vater Daniel Shrimp Macnee war Pferdetrainer: Er trank, verspielte das Familienvermögen und verließ schließlich die Familie. Patrick wuchs bei seiner lesbischen Mutter Dorothea Mary (geb. Henry oder Hastings) und deren Lebensgefährtin Evelyn auf. Bis zu seinem elften Lebensjahr musste er den Kilt tragen, obwohl die Familie in Südengland wohnte. Macnee wäre beinahe vom Eton College verwiesen worden, da er einen Spielerring aufgezogen hatte. Nach Abschluss der Schule trat er zunächst als Bühnenschauspieler auf. Seine erste kleine Filmrolle hatte er in Der Roman eines Blumenmädchens (Pygmalion, 1938).
Der Zweite Weltkrieg unterbrach seine beginnende Filmkarriere, denn er wurde von der Royal Navy eingezogen. Nach dem Krieg besuchte Macnee mit einem Stipendium die Webber Douglas School of Dramatic Art in London und setzte seine Filmlaufbahn als junger „Jacob Marley“ in Eine Weihnachtsgeschichte (Scrooge, 1951) fort. Enttäuscht über das beschränkte Rollenangebot, verließ er England und zog als Produzent nach Kanada und in die Vereinigten Staaten. In Kanada gilt er als Pionier des dortigen Fernsehens.
1954 ging er mit einer Truppe des Old-Vic-Theaters aus London an den Broadway. Später zog er nach Hollywood, wo er verschiedene Fernseh- und Filmauftritte hatte. Zu seinen bekanntesten Filmen der 1950er Jahre gehören Panzerschiff Graf Spee (The Battle of the River Plate, 1956) und Die Girls (1957). 1959 kehrte Macnee nach England zurück, wo er von seinen Erfahrungen in Hollywood und Kanada profitierte. Er wurde Koproduzent der Fernsehserie Winston Churchill: The Valiant Years (1960).
Kurz danach erhielt er die Rolle, die ihn weltweit bekannt machte, John Steed in der Fernsehserie Mit Schirm, Charme und Melone (The Avengers, 1961) und im gleichnamigen Spielfilm von 1998 als Stimme des Invisible Jones. Nach der Absetzung der Serie 1969 hatte er aufgrund der engen Verbindung seiner Person zu dieser Rolle Schwierigkeiten, Angebote zu bekommen. Mit der Neuauflage der Serie 1976 unter dem Titel The New Avengers erhielt er die Möglichkeit, die Rolle des John Steed weiter zu spielen. Die Magie und den Charme der ursprünglichen Serie, insbesondere der Folgen mit Diana Rigg als Emma Peel, besaßen die neuen Folgen jedoch nicht. Danach sah man ihn in dem Fernsehfilm Sherlock Holmes in New York (1976) als Dr. Watson an der Seite von Roger Moore. 1980 war er in dem Abenteuerfilm Die Seewölfe kommen in einer Nebenrolle als Major „Yogi“ Crossley zu sehen, an der Seite von Gregory Peck, Roger Moore und David Niven. Der Film entwickelte sich zu einem Kassenerfolg.
In den 1980er und 1990er Jahren war er Gast in mehreren amerikanischen Fernsehserien wie Gavilan (1982), Empire (1984), in 26 Folgen der Fernsehserie Thunder in Paradise (1994) mit Hulk Hogan und Night Man (1997). Weniger bekannt ist seine Rolle in der Fernsehserie Kampfstern Galactica (1978–1980) als Darsteller des erhabenen Herrschers der Zylonen und als Count Iblis. Daneben nahm er auch verschiedene Hörbücher auf.
Größere Nebenrollen hatte er in Joe Dantes Horrorfilm Das Tier (The Howling, 1981) als Dr. George Waggner, in Rob Reiners This Is Spinal Tap (1984) als Sir Denis Eton-Hogg und in dem James-Bond-Film James Bond 007 – Im Angesicht des Todes (A View to a Kill, 1985) als Sir Godfrey Tibbett. Ferner spielte er auch in der Komödie Trottel im Weltall (The Creature Wasn’t Nice, 1983) mit Leslie Nielsen in der Hauptrolle. Danach trat er auch in verschiedenen Fernsehserien auf, wie In 80 Tagen um die Welt (Around the World In 80 Days, 1989) neben Pierce Brosnan und als Dr. Watson neben Christopher Lee. Seinen letzten Spielfilm drehte er 2003 mit The Low Budget Time Machine. Im Jahr 2000 wirkte er als Erzähler in Dokumentationen über verschiedene James-Bond-Filme und über Ian Fleming mit.
Einen kurzen Gastauftritt hatte er als Fahrer der Gruppe Oasis in dem Videoclip zum Song Don’t Look Back in Anger.
Die deutschen Stimmen von Patrick Macnee sprachen unter anderem Holger Mahlich, Gert Günther Hoffmann und Hans Sievers.
Macnee, der 1959 die US-amerikanische Staatsbürgerschaft annahm, war von 1942 bis 1956 mit Barbara Douglas (1921–2012), von 1965 bis 1969 mit der Schauspielerin Katherine Woodville (1938–2013) und von 1988 bis zu ihrem Tod mit Baba Majos de Nagyzsenye (1914–2007) verheiratet. Mit seinen beiden Kindern aus erster Ehe lebte Macnee zuletzt in Rancho Mirage und La Jolla in Südkalifornien.
Patrick Macnee starb im Juni 2015 im Alter von 93 Jahren in seinem kalifornischen Wohnort. Er hinterließ seinen Sohn Rupert, seine Tochter Jennifer und einen Enkelsohn.

## Filmografie (Auswahl)
- 1938: Der Roman eines Blumenmädchens (Pygmalion)
- 1943: Leben und Sterben des Colonel Blimp (The Life and Death of Colonel Blimp)
- 1946: Arms and the Man (Fernsehfilm)
- 1951: Eine Weihnachtsgeschichte (Scrooge)
- 1953–1960: General Motors Presents (Fernsehserie, 27 Folgen)
- 1956: Panzerschiff Graf Spee (The Battle of the River Plate)
- 1957: Die Girls (Les Girls)
- 1959: Feind im Rücken (Mission of Danger)
- 1959: Tausend Meilen Staub (Rawhide, Fernsehserie, Folge 2x06 Der zwölfte Geschworene)
- 1959: Twilight Zone (Fernsehserie, Folge 1x10 Das Geisterschiff)
- 1961–1969: Mit Schirm, Charme und Melone (The Avengers, Fernsehserie, 161 Folgen)
- 1971: Alias Smith und Jones (Alias Smith and Jones, Fernsehserie, Folge 1x10)
- 1975: Columbo: Traumschiff des Todes (Troubled Waters, Fernsehreihe, Folge 4x04)
- 1976: Sherlock Holmes in New York
- 1976–1977: Mit Schirm, Charme und Melone (The New Avengers, Fernsehserie, 26 Folgen)
- 1977: Mit der Nacht kommt der Tod (Dead of Night)
- 1978: Evening in Byzantium (Fernsehfilm)
- 1978–1979: Kampfstern Galactica (Battlestar Galactica, Fernsehserie, 5 Folgen)
- 1980: Die Seewölfe kommen (The Sea Wolves)
- 1981: Das Tier (The Howling)
- 1982: Probe für einen Mord (Rehearsal for Murder)
- 1983: Automan (Fernsehserie, Folge 1x01 Befreiung aus dem Paradies)
- 1983: Trottel im Weltall, (The Creature Wasn´t Nice)
- 1984: Empire (sechsteilige Fernsehminiserie)
- 1984: Hart aber herzlich (Hart to Hart, Fernsehserie, Folge 5x22 Selbstdarstellung)
- 1984: Magnum (Magnum, p.i., Fernsehserie, Folge 4x18 Sherlock Holmes auf Hawaii)
- 1985: Mord ist ihr Hobby (Murder, She Wrote, Fernsehserie, Folge 2x05 Das Ende einer Karriere)
- 1985: James Bond 007 – Im Angesicht des Todes (A View to a Kill)
- 1988: Reise zurück in der Zeit (Waxwork)
- 1989: Lobster Man from Mars
- 1989: Die Maske des roten Todes (Masque of the Red Death)
- 1989: Mit dem Tod verbunden (Sorry, Wrong Number)
- 1989: Entführt, kein Lösegeld (Dick Francis: Blood Sport)
- 1989: McCloud rechnet ab (The Return of Sam McCloud)
- 1989: In 80 Tagen um die Welt (Around the World In 80 Days, dreiteilige Fernsehminiserie)
- 1990: Bradburys Gruselkabinett (The Ray Bradbury Theater, Fernsehserie, Episode Der Untergang des Hauses Usher 2)
- 1990–1992: Super Force (Fernsehserie, 48 Folgen)
- 1991: Trauzeuge F.B.I. (P.S.I. Luv You)
- 1991: Spaceshift (Waxwork II: Lost in Time)
- 1991: Sherlock Holmes und die Primadonna (Sherlock Holmes and the Leading Lady)
- 1992: Sherlock Holmes und der Stern von Afrika (Incident at Victoria Falls)
- 1992: Mord ist ihr Hobby (Murder, She Wrote, Fernsehserie, Folge 9x05 Verleumderische Comics)
- 1994: Thunder in Paradise (Fernsehserie, 22 Folgen)
- 1997: Diagnose: Mord (Fernsehserie, Folge Mein Vater, der Spion)
- 1998: Mit Schirm, Charme und Melone (The Avengers)
- 1999: Rosamunde Pilcher: Das große Erbe (Nancherrow)
- 2001: Frasier (Fernsehserie, Folge 8x12 Der Rest ist Schweigen)
- 2003: The Low Budget Time Machine

## Auszeichnungen
1968 erhielt Patrick Macnee in Deutschland den Goldenen Bravo Otto und 1969 den Bronzenen Bravo Otto der Jugendzeitschrift Bravo. Die Academy of Science Fiction, Fantasy and Horror ehrte Macnee mit der Golden-Scroll-Auszeichnung.